# Щербак Микола Григорович
Микола Григорович Щербак (нар. 15 грудня 1949, Копіювате) — український історик (джерелознавець, архівознавець) і педагог, доктор історичних наук з 1993 року, професор з 1996 року. Член колегії Державної архівної служби України. Голова Спілки архівістів України з 26 лютого 2015 року.

## Біографія
Народився 15 грудня 1949 року в селищі Копіюватому (нині Черкаський район Черкаської області, Україна). Після закінчення школи протягом 1968—1970 років проходив строкову військову службу у Радянській армії. У 1970 році нагороджений медаллю «За військову доблесть».
Упродовж 1971—1976 років навчався на історичному факультеті Київського державного університету імені Тараса Шевченка; у 1976—1979 роках — аспірант кафедри архівознавства та джерелознавства цього факультету.
Із 1979 року на викладацькій роботі у Київському університеті: асистент, доцент, професор; із 2003 року — завідувач кафедри архівознавства та спеціальних галузей історичної науки. 1985 року в Москві захистив кандидатську дисертацію на тему: «Матеріали місцевих державних установ царизму як джерело вивчення революції 1905—1907 рр. на Україні» (науковий керівник — В'ячеслав Стрельський); у 1993 році в Києві — докторську дисертацію на тему: «Матеріали жандармсько-поліцейських та судово-слідчих установ царизму як джерело вивчення суспільно-політичної історії України (кінець ХIХ ст. — 1917 р.)».

## Наукова діяльність
Досліджує історію держави і права України, історію державних установ, історію, функції та діяльність жандармсько-поліцейських та судових установ. Серед праць:
- «За законом і над законом: з історії адміністративних органів і поліцейсько-жандармської системи в Україні (ХIХ — початок ХХ ст.)». К., 1996 (у співавторстві);
- «Національна політика царизму на Правобережній Україні (друга половина ХIХ — початок ХХ ст.)». К., 1997 (у співавторстві);
- «Архівознавство: Підручник». К., 1998 (2-ге видання — 2002; у співавторстві; премія імені Василя Веретенникова);
- «Історія держави і права України: Навчальний посібник». К., 2000 (у співавторстві);
- «Історія держави і права України: Підручник». К., 2003 (у співавторстві);
- «Історична наука: Термінологічний довідник». К., 2004 (у співавторстві).

Член редколегій журналів «Архіви України», «Сумський історико-архівний журнал», «Сіверянський історичний архів», «Вісник Київського національного університету: серія „Історія“».